# Pseudowedekindellina
Pseudowedekindellina es un género de foraminífero bentónico subfamilia Wedekindellininae, de la familia Fusulinidae, de la superfamilia Fusulinoidea, del suborden Fusulinina y del orden Fusulinida. Su especie tipo es Pseudowedekindellina prolixa. Su rango cronoestratigráfico abarca el Moscoviense (Carbonífero superior).

## Discusión
Clasificaciones más recientes incluyen Pseudowedekindellina en la subclase Fusulinana de la clase Fusulinata.

## Clasificación
Pseudowedekindellina incluye a las siguientes especies:
- Pseudowedekindellina antra †
- Pseudowedekindellina guangdongensis †
- Pseudowedekindellina obesa †
- Pseudowedekindellina paraprolixa †
- Pseudowedekindellina prolixa †

Otra especie considerada en Pseudowedekindellina es:
- Pseudowedekindellina caudata †, de posición genérica incierta